# بيلينكي (زابوريزكا)
بيلينكي (Біленьке) هي مدينة في مقاطعة زابوريزكا في أوكرانيا.
يبلغ عدد سكانها حوالي 4743 نسمة.